# استان خارکوف
استان خارکف (به اوکراینی: Харківська област) یکی از استان‌های شرقی اوکراین می‌باشد.
این استان از شمال با روسیه هم‌مرز است و با مساحت ۳۱٬۴۰۰ کیلومتر مربع، ۵٫۲٪ از مساحت اوکراین را تشکیل می‌دهد.
خارکف در دهه ۱۶۵۰ پایگذاری شد و از سال ۱۹۱۹ تا ۱۹۳۴ پایتخت این کشور بود امروزه خارکف دومین شهر مهم اوکراین است.
این استان سومین استان پرجمعیت اوکراین است و مرکز آن شهر خارکف می‌باشد.
شهر خارکف در شمال شرقی اوکراین قرار دارد و مرکز استان خارکف می‌باشد.
خارکف را باید مهمترین شهر صنعتی اوکراین از لحاظ ساخت ماشینهای صنعتی حمل و نقل و کشاورزی و دیگر ادوات دانست.
خارکف دارای ۶ تئاتر - ۵ موزه - ۸۰ کتابخانه و حدود ۶۰ مؤسسه علمی و پژوهشی و ۳۰ آموزشگاه عالی می‌باشد. دانشگاه خارکف یکی از اولین دانشگاه‌های امپراتوری روسیه در سال ۱۸۰۵ می‌باشد.
در اوایل قرن نوزدهم صنعت خارکف توسعه پیدا کرد و با احداث راه‌آهن در سال ۱۸۶۹، خارکف به سرعت محل تقاطع خط‌های راه‌آهن امپراتوری روسیه و مرکز قطار سازی شد. در اواخر آن قرن خارکف به یکی از بزرگترین مرکز اقتصادی، صنعتی و علمی روسیه تبدیل گردید.
سه کلیسای پکروسکی، بلاگووشنسکی و اوسپنسکی که در مرکز شهر خارکف واقع هستند از قدیمی‌ترین کلیساهای این شهر بشمار می‌روند. میدان مرکزی شهر خارکف، بزرگترین میدان در کل اوکراین بوده و یکی از عظیم‌ترین میدانهای اروپا بشمار می‌رود.
مرکز استان خارکف (خارکیفسکا ابلاست) شهر خارکف است و مهمترین شهر دانشجویی اوکراین است. جمعیت این شهر در آغاز سال تحصیلی با افزایش چشمگیر جمعیت روبرو می‌شود که این افزایش جمعیت به دلیل هجوم دانشجویان از کلیه اوکراین و کشورهای دور و نزدیک است و همچنین خارکف یکی از امن ترین شهرهای اوکراین است.